# 1242 (szám)
Az 1242 (római számmal: MCCXLII) az 1241 és 1243 között található természetes szám.

## A szám a matematikában
A tízes számrendszerbeli 1242-es a kettes számrendszerben 10011011010, a nyolcas számrendszerben 2332, a tizenhatos számrendszerben 4DA alakban írható fel.
Az 1242 páros szám, összetett szám. Kanonikus alakja 21 · 33 · 231, normálalakban az 1,242 · 103 szorzattal írható fel. Tizenhat osztója van a természetes számok halmazán, ezek növekvő sorrendben: 1, 2, 3, 6, 9, 18, 2, 27, 46, 54, 69, 138, 207, 414, 621 és 1242.
Tízszögszám.
Az 1242 két szám valódiosztó-összegeként áll elő, ezek közül legkisebb a 2763.

## Csillagászat
- 1242 Zambesia kisbolygó